# Sainte-Luce (Quebec)

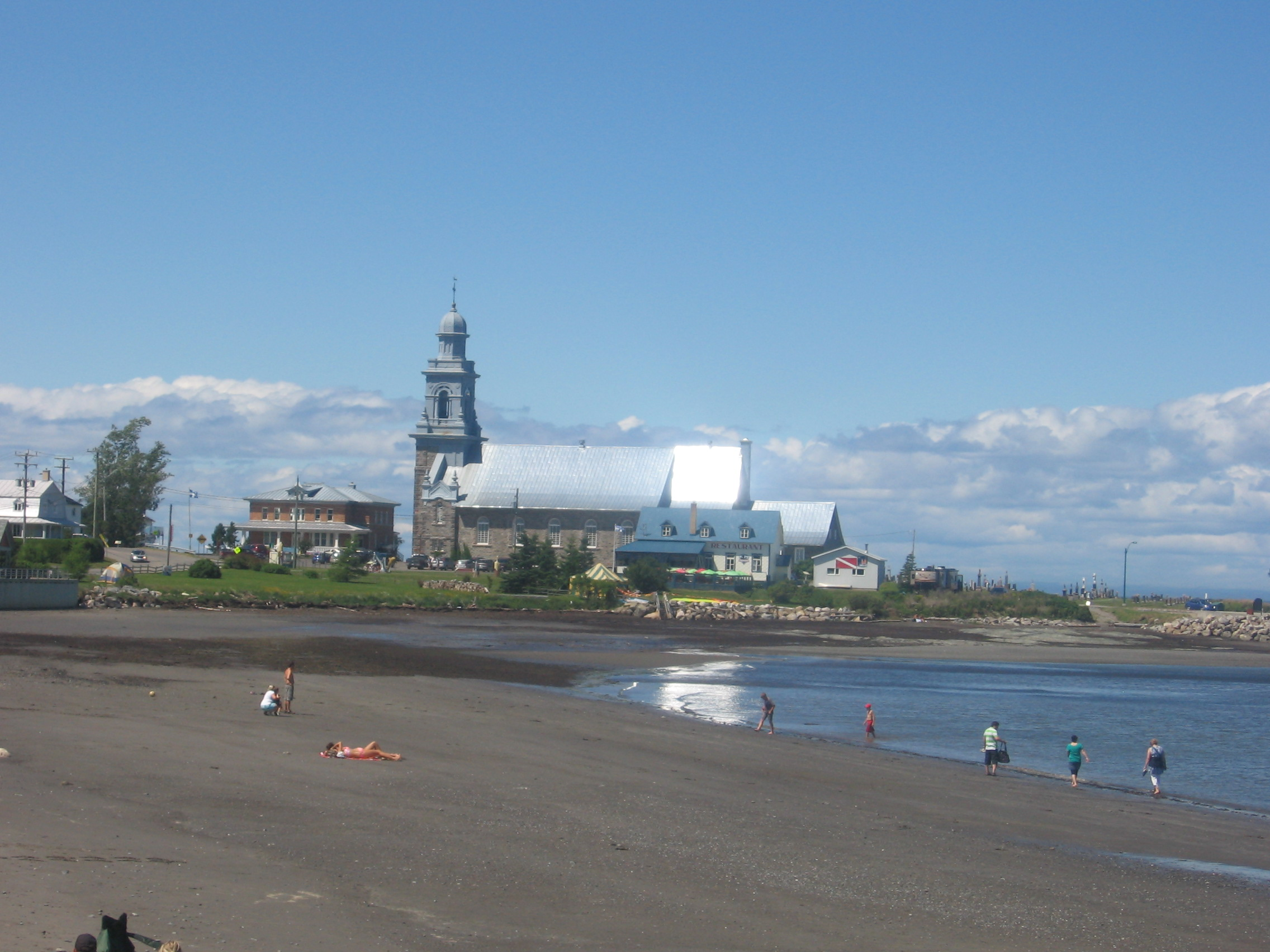
Sainte-Luce

Sainte-Luce é uma municipalidade canadense localizada na provéncia de Quebec.